# 콜다주

콜다주

콜다주(프랑스어: Région de Kolda)는 세네갈의 주로, 주도는 콜다이며 면적은 16,010km2, 인구는 633,652명(2004년 기준)이다. 3개의 하위 행정 구역(콜다, 메디나요로풀라, 벨린가라)을 관할한다.